# Malla gerencial
La malla gerencial (en inglés, managerial grid, también conocida como red administrativa, es un modelo administrativo empleado para el análisis y descripción del liderazgo desarrollado por Robert R. Blake y Jane Mouton en 1964. Además, identifica cinco estilos de liderazgo que combinan diferentes grados de preocupación por las tareas y por las personas. Este modelo originalmente identificó cinco estilos diferentes de liderazgo basado en la preocupación por las personas y la preocupación por la producción. El estilo óptimo de liderazgo se basa en la Teoría Y. 
La teoría de la malla gerencial ha seguido evolucionando y desarrollándose, se ha actualizado con dos estilos de liderazgo adicionales y con un nuevo elemento, la capacidad de recuperación. En 1999, la malla gerencial comenzó a utilizar un nuevo texto, «el poder de cambiar».

## Modelo
El modelo se representa como una cuadrícula con preocupación por la producción como el eje x, y la preocupación por la gente como el eje y; cada eje oscila entre 1 (bajo) a 9 (alta). Los estilos de liderazgo resultantes son:
- En la esquina inferior izquierda de la malla está el estilo indiferente (anteriormente llamado empobrecido), el cual se caracteriza por poca preocupación tanto por las personas como por la tarea. La principal meta de los gerentes que usan este estilo es mantenerse lejos de los problemas. Pasan órdenes a los empleados, siguen la corriente y se aseguran de que no pueden considerarse responsables de los errores. Ejercen el mínimo esfuerzo requerido para conseguir que se haga el trabajo y evitan ser degradados o despedidos.

- En la esquina superior izquierda de la malla está el estilo acomodadizo (anteriormente, club de campo) el cual se caracteriza por una gran preocupación por las personas y poca preocupación por la tarea. Los gerentes que usan este estilo tratan de crear una atmósfera confortable y segura, y confían en que sus subordinados responderán con un alto desempeño. La atención a la necesidad de satisfacer las relaciones conduce a una atmósfera y ritmo de trabajo amistosos, aunque no necesariamente productivos.

- Una gran preocupación por la tarea y poca preocupación por las personas se reflejan en el estilo autoritario (previamente, producir o perecer) en la esquina inferior derecha de la malla. Los gerentes que usan este estilo no consideran que sean relevantes las necesidades personales de los empleados para lograr los objetivos de la organización. Además de vincular el pago al desempeño, usan tácticas de influencia legítimas y coercitivas para presionar a los subordinados para que cumplan las metas de producción. Creen que la eficiencia operativa es resultado de ordenar el trabajo de modo que los empleados solo tengan que seguir órdenes. Cuando está fallando la rentabilidad de una compañía, mostrar más preocupación por la producción parece ser lo mejor que puede hacer un gerente para darle la vuelta a la compañía. Este estilo es consistente con la teoría X.

- En medio de la malla está el estilo equilibrado (anteriormente, medio de la carretera). Los gerentes que usan este estilo creen que las necesidades de las personas y las organizaciones están en conflicto y, por tanto, es difícil satisfacer ambas. Lo mejor que puede hacer uno es encontrar un equilibrio aceptable entre las necesidades de los trabajadores y las metas de productividad de la organización. El desempeño adecuado se obtiene manteniendo la moral del empleado en un nivel suficiente para obtener que se realice una cantidad adecuada de trabajo.

- En la esquina superior derecha de la malla está el estilo de equipo. Refleja altos niveles de preocupación tanto por la gente como por la producción. Consistente con la teoría Y, los líderes que usan este estilo intentan establecer un trabajo de equipo y fomentar sentimientos de compromiso entre los trabajadores. Al introducir una 'apuesta común' en los propósitos de la organización, el líder forma relaciones de confianza y respeto.[1]

- El estilo oportunista se añadió a la teoría de la malla antes de 1999, no tienen un lugar fijo en la parrilla. Su objetivo es explotar y manipular. Las personas que utilizan este estilo, adoptan cualquier comportamiento para obtener el mayor beneficio personal.

- El estilo paternalista se añadió a la teoría de la malla antes de 1999. Los gerentes que usan este estilo elogian y apoyan, pero no permiten que su mando, sus ideas o su forma de pensar, sean cuestionados o desafiados.

## Elementos del comportamiento
La Teoría de cuadrícula agrupa el comportamiento en siete elementos clave:
| Elemento                 | Descripción                                            |
| ------------------------ | ------------------------------------------------------ |
| Iniciativa               | Pasar a la acción, conducir y apoyar                   |
| Indagación               | investigación y comprobación de comprensión            |
| Apoyo                    | Expresar convicciones e ideas que defienden            |
| Toma de decisiones       | Evaluar los recursos, las opciones y las consecuencias |
| Resolución de conflictos | Confrontar y resolver desacuerdos                      |
| Resiliencia              | Ocuparse de problemas, reveses y fracasos              |
| Crítica                  | Aportaciones objetivas y feedback sincero              |